# Кастамону (еялет)
41°22′35″ пн. ш. 33°46′35″ сх. д. / 41.376388888889° пн. ш. 33.776388888889° сх. д.
Еялет або пашалик Кастамону (осман. ایالت قسطمونی) — адміністративно-територіальна одиниця Османської імперії. Існував у 1827—1864 роках. Утворився з частини еялету Анатолія. У 1864 році перетворено на вілайєт Кастамону.

## Історія
З XIV століття Кастамону стає центром невеликого тюркського емірату Чандар, який вже наприкінці XIV століття підкорює Османська держава, потім Тамерлан, лише у XV столітті знов Османи. після цього його перетворено на санджак у складі Анатолійського бейлербейства (з 1590 року еялету).
З огляду на стратегічне розташувався уздовж чорноморського узбережжя санджак Кастамону був завжди в центрі уваги султанського уряду. В свій час санджакбеями були майбутні великі візири Челебі Лютфі-паша та Айяс Мехмед-паша. З 1570-х років узбережжя санджаку стає об'єктом нападу запорозьких козаків. Особливо значними були напади у 1576 та 1614 роках. Втім протягом усього існування санджак був одним зі стабільніших осередків султанської влади у Малій Азії, незважаючи на повстання селян та збіднілих спагіїв, що час від часу спалахували.
У 1826 році після ліквідації яничарського корпусу, на якій спиралися консерватори, султан Махмуд II розпочав необхідні реформи, насамперед зменшення меж еялетів. У 1827 році з Анатолійського еялету було утворено самостійну провінцію Кастамону. Остання у 1864 році під час нової адміністративно-територіальної реформи перетворилася на вілайєт з цієї ж назвою.

## Структура
Еялет складався з 4 санджаків: Кокаелі, Болу, Синоп, Віраншехір

## Економіка
За часів існування у статусі санджаку основою було тваринництво, насамперед вівчарство та конярство. Наявність значних портів, особливо Синопа сприяло розвитку посередницької торгівлі. Через порти відправлялися до Європи товари з Персії, Середньої Азії, східних провінцій Османської імперії. Поряд з вивозом місцевих продуктів Кастамону був важливим транзитним центром індійських та арабських товарів, таких як шовк, а також хни та інших барвників. Золота парча та оксамит, шовкові тканини, виткані в місті Амасья, розташованому на Шовковому шляху з Ірану, перевозилися через Сіноп у Кафу. Також тут розташовувався значних ринок рабів, яких захоплювали ногайські та кримські татари на землях Речі Посполитої та Московського царства.
Економіка еялету була сільськогосподарською, доволі відсталою, переважно зорієнтовано на внутрішній ринок, оскільки посередницька торгівля підупала, а Синоп перетворився на базу військового флоту. Лише з кінця 1850-х років починається впровадження нових технологій та поступовий розвиток міст.